# Iwajlo Gabrowski
Iwajlo Gabrowski (bulgarisch Ивайло Габровски; * 31. Januar 1978 in Sofia) ist ein ehemaliger bulgarischer Radrennfahrer.

## Karriere
Gabrowski begann seine Karriere im Jahr 2000 bei dem französischen Radsportteam Jean Delatour. In seinem zweiten Jahr konnte er die Gesamtwertung der Tour de l’Ain für sich entscheiden und kurz darauf eine Etappe der Tour du Poitou-Charentes gewinnen.
Zwischen 2003 und 2011 gewann er fünfmal die Bulgarien-Rundfahrt durch seine Heimat. Seit 2001 wurde er fünfmal bulgarischer Meister im Straßenrennen und achtmal Zeitfahrmeister.
2003 und 2005 wurde Gabrowski jeweils wegen zu hoher Hämatokritwerte mit einer Schutzsperre belegt.
Im Jahr 2012 gewann er die Presidential Cycling Tour of Turkey. Später wurde bekannt, dass seine A-Probe nach der Königsetappe dieses Etappenrennens, welche er ebenfalls gewann, positiv auf das Dopingmittel Erythropoetin getestet wurde. Er wurde anschließend deswegen disqualifiziert und für zwei Jahre gesperrt.
2001
- Bulgarischer Meister – Einzelzeitfahren
- Tour de l’Ain
- eine Etappe Tour du Poitou-Charentes

2003
- Bulgarischer Meister – Einzelzeitfahren
- Gesamtwertung Bulgarien-Rundfahrt

2004
- Bulgarischer Meister – Einzelzeitfahren

2005
- Bulgarischer Meister – Einzelzeitfahren
- Bulgarischer Meister – Straßenrennen

2006
- Bulgarischer Meister – Einzelzeitfahren
- Bulgarischer Meister – Straßenrennen
- Gesamtwertung Bulgarien-Rundfahrt

2007
- Gesamtwertung und zwei Etappen International Presidency Turkey Tour
- Bulgarischer Meister – Einzelzeitfahren
- Bulgarischer Meister – Straßenrennen
- eine Etappe Bulgarien-Rundfahrt

2008
- eine Etappe The Paths of King Nikola
- eine Etappe Serbien-Rundfahrt
- Bulgarischer Meister – Einzelzeitfahren
- Gesamtwertung Bulgarien-Rundfahrt

2009
- Grand Prix of Sharm-el-Sheikh
- Bulgarischer Meister – Straßenrennen
- Gesamtwertung und zwei Etappen Bulgarien-Rundfahrt
- Tour of Vojvodina II part

2011
- Gesamtwertung und eine Etappe Bulgarien-Rundfahrt

2012
- Gesamtwertung und eine Etappe Presidential Cycling Tour of Turkey[4]